# Danh sách cầu thủ tham dự giải vô địch bóng đá U-17 Nam Mỹ 2011
Mỗi đội tuyển phải đăng ký 20 cầu thủ trước ngày 2 tháng 3 năm 2011, nhưng có thể thay đổi cầu thủ tối đa 5 ngày trước khi giải đấu khởi tranh. Tất cả các cầu thủ phải sinh sau ngày 1 tháng 1 năm 1994.

## Argentina
Huấn luyện viên: Oscar Garré
| 0#0 | Vị trí | Cầu thủ             | Ngày sinh và tuổi           | Câu lạc bộ         |
| --- | ------ | ------------------- | --------------------------- | ------------------ |
| 1   | TM     | Bruno Galván        | 8 tháng 5, 1994 (16 tuổi)   | Boca Juniors       |
| 2   | HV     | Ezequiel Báez       | 28 tháng 6, 1994 (16 tuổi)  | Racing             |
| 3   | HV     | Marcos Pinto        | 25 tháng 1, 1994 (17 tuổi)  | Lanús              |
| 4   | HV     | Enzo Beloso         | 20 tháng 2, 1994 (16 tuổi)  | Newell's Old Boys  |
| 5   | TV     | Gaspar Iñíguez      | 26 tháng 3, 1994 (16 tuổi)  | Argentinos Juniors |
| 6   | HV     | Arian Pucheta       | 8 tháng 3, 1995 (15 tuổi)   | Boca Juniors       |
| 7   | TĐ     | Lucas Ocampos       | 11 tháng 7, 1994 (16 tuổi)  | River Plate        |
| 8   | TV     | Nahuel Mela         | 19 tháng 3, 1994 (16 tuổi)  | River Plate        |
| 9   | TĐ     | Federico Andrada    | 3 tháng 3, 1994 (16 tuổi)   | River Plate        |
| 10  | TV     | Leandro Paredes     | 29 tháng 6, 1994 (16 tuổi)  | Boca Juniors       |
| 11  | TV     | Brian Ferreira      | 24 tháng 5, 1994 (16 tuổi)  | Vélez Sársfield    |
| 12  | TM     | Nicolás Sequeira    | 30 tháng 8, 1994 (16 tuổi)  | Lanús              |
| 13  | HV     | Maximiliano Padilla | 29 tháng 8, 1994 (16 tuổi)  | Boca Juniors       |
| 14  | HV     | Alexis Zárate       | 8 tháng 5, 1994 (16 tuổi)   | Independiente      |
| 15  | TV     | Pablo Carreras      | 3 tháng 3, 1995 (15 tuổi)   | River Plate        |
| 16  | HV     | Jonathan Silva      | 29 tháng 6, 1994 (16 tuổi)  | Estudiantes        |
| 17  | TĐ     | Agustin Allione     | 28 tháng 10, 1994 (16 tuổi) | Vélez Sársfield    |
| 18  | TĐ     | Lucas Pugh          | 1 tháng 1, 1994 (17 tuổi)   | River Plate        |
| 19  | TV     | Leandro Villalba    | 29 tháng 1, 1994 (17 tuổi)  | Vélez Sársfield    |
| 20  | TĐ     | Martín Benítez      | 17 tháng 6, 1994 (16 tuổi)  | Independiente      |

## Bolivia
Huấn luyện viên: Douglas Cuenca
| 0#0 | Vị trí | Cầu thủ                  | Ngày sinh và tuổi           | Câu lạc bộ      |
| --- | ------ | ------------------------ | --------------------------- | --------------- |
| 1   | TM     | Pedro Galindo            | 13 tháng 4, 1995 (15 tuổi)  | Callejas        |
| 2   | HV     | Alberto Justiniano       | 24 tháng 4, 1994 (16 tuổi)  | Florida         |
| 3   | HV     | Pablo Pedraza            | 10 tháng 3, 1995 (15 tuổi)  | Blooming        |
| 4   | HV     | Luis Francisco Rodríguez | 22 tháng 8, 1994 (16 tuổi)  | Real Cochabamba |
| 5   | HV     | Carlos Áñez              | 6 tháng 7, 1995 (15 tuổi)   | Florida         |
| 6   | TV     | Pedro Azogue             | 6 tháng 12, 1994 (16 tuổi)  | Florida         |
| 7   | TV     | Jorge Alpire             | 16 tháng 3, 1995 (15 tuổi)  | Florida         |
| 8   | TV     | Danny Bejarano           | 3 tháng 1, 1994 (17 tuổi)   | Naranja M.      |
| 9   | TĐ     | Rodrigo Vargas           | 19 tháng 10, 1994 (16 tuổi) | Florida         |
| 10  | TV     | Robert Royer Silva       | 12 tháng 2, 1994 (17 tuổi)  | Florida         |
| 11  | TĐ     | Rodrigo Mejido           | 6 tháng 5, 1995 (15 tuổi)   | Vaca Diez       |
| 12  | TM     | Carlos Navarro           | 14 tháng 5, 1994 (16 tuổi)  | Nacional Potosí |
| 13  | TV     | Frans Román              | 25 tháng 12, 1994 (16 tuổi) | Club San Martín |
| 14  | HV     | Noel Rodríguez           | 11 tháng 1, 1995 (16 tuổi)  | Florida         |
| 15  | TV     | José Sagredo             | 10 tháng 3, 1994 (16 tuổi)  | Blooming        |
| 16  | TV     | Carlos Andrés Zabala     | 19 tháng 5, 1994 (16 tuổi)  | Club San Martín |
| 17  | TV     | Luis Fernando Banegas    | 21 tháng 8, 1995 (15 tuổi)  | Perequije       |
| 18  | TĐ     | José Muñoz               | 21 tháng 9, 1994 (16 tuổi)  | Bancruz         |
| 19  | HV     | Stalin Taborga           | 13 tháng 2, 1994 (16 tuổi)  | Bolívar         |
| 20  | TĐ     | Alex Pontons Paz         | 26 tháng 11, 1994 (16 tuổi) | AC Milan        |

## Brasil
Huấn luyện viên: Émerson Ávila
| 0#0 | Vị trí | Cầu thủ          | Ngày sinh và tuổi          | Câu lạc bộ          |
| --- | ------ | ---------------- | -------------------------- | ------------------- |
| 1   | TM     | Charles          | 4 tháng 2, 1994 (17 tuổi)  | Cruzeiro            |
| 2   | HV     | Wallace          | 1 tháng 5, 1994 (16 tuổi)  | Fluminense          |
| 3   | HV     | Marquinhos       | 14 tháng 5, 1994 (16 tuổi) | Corinthians         |
| 4   | HV     | Josué            | 28 tháng 1, 1994 (17 tuổi) | Vitória             |
| 5   | TV     | Rodrigo Dourado  | 17 tháng 6, 1994 (16 tuổi) | Internacional       |
| 6   | HV     | Emerson Palmieri | 3 tháng 8, 1994 (16 tuổi)  | Santos              |
| 7   | TV     | Hernani          | 27 tháng 3, 1994 (16 tuổi) | Atlético Paranaense |
| 8   | TV     | Marlon Bica      | 25 tháng 5, 1994 (16 tuổi) | Internacional       |
| 9   | TĐ     | Léo Bonatini     | 28 tháng 3, 1994 (16 tuổi) | Cruzeiro            |
| 10  | TV     | Adryan           | 10 tháng 8, 1994 (16 tuổi) | Flamengo            |
| 11  | TĐ     | Pedro Paulo      | 10 tháng 2, 1994 (17 tuổi) | Cruzeiro            |
| 12  | TM     | Uilson           | 28 tháng 4, 1994 (16 tuổi) | Atlético Mineiro    |
| 13  | HV     | Matheus Barbosa  | 18 tháng 8, 1994 (16 tuổi) | Grêmio              |
| 14  | HV     | Cláudio Winck    | 15 tháng 4, 1994 (16 tuổi) | Internacional       |
| 15  | TV     | Misael           | 15 tháng 7, 1994 (16 tuổi) | Grêmio              |
| 16  | TV     | Allan            | 24 tháng 2, 1994 (16 tuổi) | São Paulo           |
| 17  | TV     | Guilherme        | 31 tháng 3, 1994 (16 tuổi) | Vasco da Gama       |
| 18  | TV     | Andrigo          | 27 tháng 2, 1995 (15 tuổi) | Internacional       |
| 19  | TĐ     | Lucas Piazon     | 20 tháng 1, 1994 (17 tuổi) | São Paulo           |
| 20  | TĐ     | Diego Cardoso    | 6 tháng 3, 1994 (16 tuổi)  | Santos              |

## Chile
Huấn luyện viên: George Biehl
| 0#0 | Vị trí | Cầu thủ            | Ngày sinh và tuổi          | Câu lạc bộ                |
| --- | ------ | ------------------ | -------------------------- | ------------------------- |
| 1   | TM     | Pablo Jara         | 2 tháng 4, 1994 (16 tuổi)  | Colo-Colo                 |
| 2   | HV     | Rodrigo Moya       | 25 tháng 5, 1994 (16 tuổi) | Universidad de Chile      |
| 3   | HV     | Cristóbal Vergara  | 20 tháng 6, 1994 (16 tuổi) | Universidad de Chile      |
| 4   | HV     | Martín Cortés      | 17 tháng 1, 1994 (17 tuổi) | Universidad de Chile      |
| 5   | HV     | Maximiliano Gálvez | 7 tháng 1, 1994 (17 tuổi)  | Cobreloa                  |
| 6   | TV     | Jorge González     | 18 tháng 4, 1994 (16 tuổi) | Audax Italiano            |
| 7   | TĐ     | Ariel Páez         | 20 tháng 1, 1994 (17 tuổi) | Colo-Colo                 |
| 8   | TV     | Andrés Robles      | 7 tháng 5, 1994 (16 tuổi)  | Santiago Wanderers        |
| 9   | TĐ     | Ángelo Henríquez   | 13 tháng 4, 1994 (16 tuổi) | Universidad de Chile      |
| 10  | TV     | Bryan Rabello      | 16 tháng 5, 1994 (16 tuổi) | Colo-Colo                 |
| 11  | TV     | Gerrado Navarrette | 14 tháng 7, 1994 (16 tuổi) | Universidad de Concepción |
| 12  | TM     | Claudio Abraca     | 7 tháng 1, 1994 (17 tuổi)  | Palestino                 |
| 13  | HV     | Igor Lichnovsky    | 7 tháng 3, 1994 (16 tuổi)  | Universidad de Chile      |
| 14  | HV     | Narciso Cabrera    | 28 tháng 5, 1994 (16 tuổi) | Colo-Colo                 |
| 15  | TV     | Rodrigo Quiroga    | 5 tháng 1, 1994 (17 tuổi)  | Universidad Católica      |
| 16  | TV     | Fabián Manzano     | 13 tháng 1, 1994 (17 tuổi) | Universidad Católica      |
| 17  | TĐ     | Dante Saúl Flores  | 19 tháng 1, 1994 (17 tuổi) | O'Higgins                 |
| 18  | TĐ     | Nicolás Palma      | 4 tháng 6, 1994 (16 tuổi)  | Universidad de Chile      |
| 19  | TĐ     | Bastián Crisóstomo | 30 tháng 5, 1994 (16 tuổi) | Colo-Colo                 |
| 20  | TV     | Diego Rojas        | 15 tháng 2, 1995 (15 tuổi) | Deportes Antofagasta      |

## Colombia
Huấn luyện viên: Ramiro Viafara
| 0#0 | Vị trí | Cầu thủ                | Ngày sinh và tuổi           | Câu lạc bộ             |
| --- | ------ | ---------------------- | --------------------------- | ---------------------- |
| 1   | TM     | Carlos Mosquera        | 24 tháng 9, 1994 (16 tuổi)  | Bogotá FC              |
| 2   | HV     | Jherson Vergara        | 26 tháng 5, 1994 (16 tuổi)  | Boca Juniors           |
| 3   | HV     | Jaine Barreiro         | 19 tháng 6, 1994 (16 tuổi)  | Boca Juniors           |
| 4   | TV     | Wilver Cuesta          | 24 tháng 7, 1994 (16 tuổi)  | La Equidad             |
| 5   | HV     | Esteban Morales        | 30 tháng 11, 1994 (16 tuổi) | CD Alexis García       |
| 6   | TV     | Pedro Osorio           | 30 tháng 4, 1994 (16 tuổi)  | Atlético Nacional      |
| 7   | TV     | Mario Álvarez          | 3 tháng 6, 1994 (16 tuổi)   | Atlético Colombia      |
| 8   | TV     | Cristian Higuita       | 12 tháng 1, 1994 (17 tuổi)  | Deportivo Cali         |
| 9   | HV     | Luis Mena              | 20 tháng 5, 1994 (16 tuổi)  | Chicó FC               |
| 10  | TV     | Oswaldo Salgado        | 7 tháng 3, 1994 (16 tuổi)   | Real Cartagena         |
| 11  | TĐ     | Fabián Cuero           | 7 tháng 1, 1994 (17 tuổi)   | Independiente          |
| 12  | TM     | Luis Hurtado           | 24 tháng 1, 1994 (17 tuổi)  | Deportivo Cali         |
| 13  | HV     | Jerson Mirabent        | 17 tháng 6, 1994 (16 tuổi)  | Envigado FC            |
| 14  | TĐ     | Diego Díaz             | 2 tháng 2, 1994 (17 tuổi)   | América de Cali        |
| 15  | TV     | Yuldor Villadiego      | 14 tháng 1, 1994 (17 tuổi)  | Sporting FC            |
| 16  | TV     | Eduerdo Meisel         | 2 tháng 3, 1994 (16 tuổi)   | Deportivo Pereira      |
| 17  | TV     | Ricardo Delgado Araujo | 24 tháng 7, 1994 (16 tuổi)  | Envigado FC            |
| 18  | HV     | Cristian Palomeque     | 2 tháng 4, 1994 (16 tuổi)   | Estudiantil            |
| 19  | HV     | Andres Correa          | 29 tháng 1, 1994 (17 tuổi)  | Independiente Medellín |
| 20  | TĐ     | Cristian Garcés        | 10 tháng 1, 1994 (17 tuổi)  | Deportivo Pereira      |

## Ecuador
Huấn luyện viên: Javier Rodríguez
| 0#0 | Vị trí | Cầu thủ                 | Ngày sinh và tuổi           | Câu lạc bộ               |
| --- | ------ | ----------------------- | --------------------------- | ------------------------ |
| 1   | TM     | Walter Chávez           | 6 tháng 4, 1994 (16 tuổi)   | LDU Quito                |
| 2   | HV     | Cristofer Carlos Suárez | 17 tháng 9, 1994 (16 tuổi)  | Barcelona                |
| 3   | HV     | Marlon Mejía            | 21 tháng 9, 1994 (16 tuổi)  | Emelec                   |
| 4   | HV     | Ridder Alcívar          | 13 tháng 3, 1994 (16 tuổi)  | Barcelona                |
| 5   | TV     | Javier Perlaza          | 15 tháng 8, 1994 (16 tuổi)  | Independiente José Terán |
| 6   | TV     | Cristian Ramírez        | 12 tháng 8, 1994 (16 tuổi)  | Independiente José Terán |
| 7   | HV     | Kevin Mercado           | 28 tháng 1, 1994 (17 tuổi)  | Academia Alfaro Moreno   |
| 8   | TV     | Jonny Uchuari           | 19 tháng 1, 1994 (17 tuổi)  | LDU Quito                |
| 9   | TĐ     | Luis Batioja            | 16 tháng 2, 1994 (17 tuổi)  | LDU Quito                |
| 10  | TV     | Junior Sornoza          | 28 tháng 1, 1994 (17 tuổi)  | Independiente José Terán |
| 11  | TĐ     | Esteban Troya           | 18 tháng 1, 1994 (17 tuổi)  | ESPOLI                   |
| 12  | TM     | Darwin Cuero            | 15 tháng 10, 1994 (16 tuổi) | El Nacional              |
| 13  | TĐ     | Carlos Guerzo           | 19 tháng 4, 1995 (15 tuổi)  | Independiente José Terán |
| 14  | TV     | Eddy Roy Corozo         | 28 tháng 6, 1994 (16 tuổi)  | Emelec                   |
| 15  | TV     | José Cevallos Enríquez  | 18 tháng 1, 1995 (16 tuổi)  | LDU Quito                |
| 16  | TV     | Kevin Emiliano Barzola  | 9 tháng 7, 1994 (16 tuổi)   | Rocafuerte               |
| 17  | TV     | Micheal Arboleda        | 16 tháng 2, 1994 (17 tuổi)  | Independiente José Terán |
| 18  | HV     | Gabriel Cortez          | 10 tháng 10, 1995 (15 tuổi) | Independiente José Terán |
| 19  | HV     | Jaime Jordan            | 28 tháng 10, 1995 (15 tuổi) | Rocafuerte               |
| 20  | TĐ     | Dennys Fabián Hurtado   | 22 tháng 7, 1994 (16 tuổi)  | Emelec                   |

## Paraguay
Huấn luyện viên: Gerardo González Aquino
| 0#0 | Vị trí | Cầu thủ               | Ngày sinh và tuổi           | Câu lạc bộ               |
| --- | ------ | --------------------- | --------------------------- | ------------------------ |
| 1   | TM     | Leonardo MaTchado     | 8 tháng 11, 1994 (16 tuổi)  | Libertad                 |
| 2   | HV     | Miller Mareco         | 31 tháng 1, 1994 (17 tuổi)  | Libertad                 |
| 3   | HV     | Sebastián Ovelar      | 5 tháng 7, 1994 (16 tuổi)   | Cerro Porteño            |
| 4   | HV     | Carlos González       | 30 tháng 1, 1994 (17 tuổi)  | Cerro Porteño            |
| 5   | TV     | Christian Palacios    | 19 tháng 1, 1994 (17 tuổi)  | Guaraní                  |
| 6   | TV     | Iván Ramírez          | 8 tháng 12, 1994 (16 tuổi)  | Libertad                 |
| 7   | TV     | Alan Benítez          | 25 tháng 1, 1994 (17 tuổi)  | Libertad                 |
| 8   | TV     | Rodrigo Báez          | 23 tháng 11, 1994 (16 tuổi) | Olimpia                  |
| 9   | TĐ     | Francisco Vera        | 21 tháng 5, 1994 (16 tuổi)  | Rubio Ñú                 |
| 10  | TĐ     | Derlis González       | 20 tháng 3, 1994 (16 tuổi)  | Rubio Ñú                 |
| 11  | TĐ     | Mauro Caballero       | 8 tháng 10, 1994 (16 tuổi)  | Libertad                 |
| 12  | TM     | Alejandro Bogado      | 28 tháng 7, 1994 (16 tuổi)  | Guaraní                  |
| 13  | TV     | Robert Piris Da Motta | 25 tháng 7, 1994 (16 tuổi)  | Rubio Ñú                 |
| 14  | HV     | Pedro Rolón           | 25 tháng 4, 1994 (16 tuổi)  | Libertad                 |
| 15  | TĐ     | Osmar Leguizamón      | 11 tháng 5, 1994 (16 tuổi)  | Villa Rica de Concepción |
| 16  | TV     | Bladimiro Ojeda       | 3 tháng 2, 1994 (17 tuổi)   | Rubio Ñú                 |
| 17  | TV     | Carlos Florenciañéz   | 9 tháng 5, 1994 (16 tuổi)   | Sportivo Luqueño         |
| 18  | TV     | Christian Giménez     | 4 tháng 1, 1994 (17 tuổi)   | Libertad                 |
| 19  | HV     | Matías Pérez          | 4 tháng 1, 1994 (17 tuổi)   | Nacional                 |
| 20  | HV     | Rodrigo Díaz          | 13 tháng 9, 1994 (16 tuổi)  | Libertad                 |

## Peru
Huấn luyện viên: Juan José Oré
| 0#0 | Vị trí | Cầu thủ            | Ngày sinh và tuổi           | Câu lạc bộ             |
| --- | ------ | ------------------ | --------------------------- | ---------------------- |
| 1   | TM     | Alejandro Duarte   | 5 tháng 4, 1994 (16 tuổi)   | Esther Grande          |
| 2   | HV     | Miguel Araujo      | 24 tháng 10, 1994 (16 tuổi) | Cobresol               |
| 3   | HV     | Wilson Vizconde    | 9 tháng 1, 1994 (17 tuổi)   | Sporting Cristal       |
| 4   | HV     | Renato Tapia       | 28 tháng 7, 1995 (15 tuổi)  | Esther Grande          |
| 5   | TV     | Yasser Tapullima   | 27 tháng 10, 1994 (16 tuổi) | Esther Grande          |
| 6   | TV     | Pedro Aquino       | 13 tháng 4, 1995 (15 tuổi)  | Sporting Cristal       |
| 7   | HV     | Carlo Urquiaga     | 12 tháng 6, 1994 (16 tuổi)  | Sporting Cristal       |
| 8   | TV     | Pier Larrauri      | 26 tháng 3, 1994 (16 tuổi)  | Esther Grande          |
| 9   | HV     | Raimo Valles       | 25 tháng 6, 1994 (16 tuổi)  | Universidad San Martín |
| 10  | TĐ     | Alexander Ponce    | 16 tháng 2, 1994 (16 tuổi)  | Academia Cantolao      |
| 11  | TĐ     | Andy Polo          | 29 tháng 9, 1994 (16 tuổi)  | Universitario          |
| 12  | TM     | Andy Vidal         | 23 tháng 8, 1994 (16 tuổi)  | Sporting Cristal       |
| 13  | HV     | Horacio Benincasa  | 11 tháng 4, 1994 (16 tuổi)  | Esther Grande          |
| 14  | TV     | Cristian Benavente | 19 tháng 5, 1994 (16 tuổi)  | Real Madrid            |
| 15  | TĐ     | Edison Flores      | 14 tháng 5, 1994 (16 tuổi)  | Universitario          |
| 16  | HV     | Brayan Arana       | 21 tháng 1, 1994 (17 tuổi)  | Esther Grande          |
| 17  | TV     | Raziel García      | 15 tháng 2, 1994 (16 tuổi)  | Universidad San Martín |
| 18  | TV     | Édison Silva       | 2 tháng 5, 1994 (16 tuổi)   | Sporting Cristal       |
| 19  | TV     | Wilder Cartagena   | 23 tháng 9, 1994 (16 tuổi)  | Alianza Lima           |
| 20  | HV     | Joseph Juárez      | 16 tháng 6, 1994 (16 tuổi)  | Esther Grande          |

## Uruguay
Huấn luyện viên: Fabián Coito
| 0#0 | Vị trí | Cầu thủ             | Ngày sinh và tuổi           | Câu lạc bộ           |
| --- | ------ | ------------------- | --------------------------- | -------------------- |
| 1   | TM     | Jonathan Cubero     | 15 tháng 1, 1994 (17 tuổi)  | Cerro                |
| 2   | HV     | Emiliano Velázquez  | 30 tháng 4, 1994 (16 tuổi)  | Danubio              |
| 3   | HV     | Gastón Silva        | 5 tháng 3, 1994 (17 tuổi)   | Defensor Sporting    |
| 4   | HV     | Agustín Tabárez     | 15 tháng 10, 1994 (16 tuổi) | Nacional             |
| 5   | TV     | Heber Ratti         | 5 tháng 4, 1994 (16 tuổi)   | River Plate          |
| 6   | HV     | Maximiliano Moreira | 11 tháng 6, 1994 (16 tuổi)  | Nacional             |
| 7   | TV     | Leonardo Pais       | 7 tháng 7, 1994 (16 tuổi)   | Defensor Sporting    |
| 8   | TV     | Elbio Álvarez       | 13 tháng 6, 1994 (16 tuổi)  | Peñarol              |
| 9   | TĐ     | Sergio Cortelezzi   | 9 tháng 9, 1994 (16 tuổi)   | Nacional             |
| 10  | TV     | Guillermo Méndez    | 26 tháng 8, 1994 (16 tuổi)  | Nacional             |
| 11  | TĐ     | Rodrigo Aguirre     | 1 tháng 10, 1994 (16 tuổi)  | Liverpool            |
| 12  | TM     | Guillermo de Amores | 19 tháng 10, 1994 (16 tuổi) | Liverpool            |
| 13  | TĐ     | Juan Cruz Mascia    | 3 tháng 1, 1994 (17 tuổi)   | Miramar Misiones     |
| 14  | HV     | Santiago Carrera    | 5 tháng 3, 1994 (17 tuổi)   | River Plate          |
| 15  | HV     | Sebastián Gorga     | 6 tháng 4, 1994 (16 tuổi)   | Nacional             |
| 16  | TV     | Maximiliano Poggi   | 7 tháng 1, 1994 (17 tuổi)   | Montevideo Wanderers |
| 17  | HV     | Gianni Rodríguez    | 7 tháng 6, 1994 (16 tuổi)   | Danubio              |
| 18  | HV     | Sebastián Canobra   | 3 tháng 11, 1994 (16 tuổi)  | Atenas               |
| 19  | TĐ     | Juan San Martín     | 15 tháng 3, 1994 (16 tuổi)  | Peñarol              |
| 20  | HV     | Alejandro Furia     | 12 tháng 2, 1994 (17 tuổi)  | Peñarol              |

## Venezuela
| 0#0 | Vị trí | Cầu thủ            | Ngày sinh và tuổi           | Câu lạc bộ           |
| --- | ------ | ------------------ | --------------------------- | -------------------- |
| 1   | TM     | José Contreras     | 20 tháng 10, 1994 (16 tuổi) | Zamora FC            |
| 2   | HV     | Javier Maldonado   | 9 tháng 4, 1994 (16 tuổi)   | Caracas FC           |
| 3   | HV     | César Urpín        | 14 tháng 8, 1994 (16 tuổi)  | Deportivo Anzoátegui |
| 4   | HV     | Willi Guevara      | 10 tháng 2, 1994 (17 tuổi)  | Deportivo Táchira    |
| 5   | HV     | Carlos Sira        | 5 tháng 1, 1994 (17 tuổi)   | CD Lara              |
| 6   | TV     | Diego Araguainano  | 22 tháng 9, 1994 (16 tuổi)  | Deportivo Anzoátegui |
| 7   | TV     | Víctor Hugo García | 11 tháng 6, 1994 (16 tuổi)  | Real Esppor          |
| 8   | TV     | José Peraza        | 14 tháng 4, 1994 (16 tuổi)  | Caracas FC           |
| 9   | TĐ     | Manuel Arteaga     | 17 tháng 6, 1994 (16 tuổi)  | Zulia FC             |
| 10  | TĐ     | Juan Pablo Añor    | 24 tháng 1, 1994 (17 tuổi)  | Málaga               |
| 11  | TĐ     | Omar Perdomo       | 3 tháng 2, 1994 (17 tuổi)   | Trujillanos FC       |
| 12  | TM     | César Rosales      | 17 tháng 11, 1994 (16 tuổi) | Carabobo FC          |
| 13  | TV     | Édson Castillo     | 18 tháng 5, 1994 (16 tuổi)  | Mineros de Guayana   |
| 14  | TĐ     | Giovanni Dolgetta  | 18 tháng 5, 1994 (16 tuổi)  | Carabobo FC          |
| 15  | TV     | Jesús O'Dell       | 15 tháng 8, 1994 (16 tuổi)  | Sulmona Monagas      |
| 16  | HV     | Yalbert Díaz       | 6 tháng 9, 1994 (16 tuổi)   | CD Lara              |
| 17  | HV     | Geovanni Vicenzo   | 8 tháng 2, 1994 (17 tuổi)   | CH Guanare           |
| 18  | TĐ     | Robert Carvajal    | 4 tháng 2, 1994 (17 tuổi)   | CH Guanare           |
| 19  | TV     | Renzo Zambrano     | 26 tháng 8, 1994 (16 tuổi)  | Deportivo Anzoátegui |
| 20  | TĐ     | Alejandro González | 9 tháng 7, 1994 (16 tuổi)   | Deportivo La Coruña  |